# Ace (volleybal)

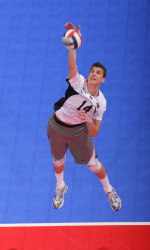
Sprongservice van Matt Anderson

Bij een ace maak je in één keer een punt met de opslag, als de bal meteen de grond raakt of als maar één speler de bal raakt. Dit is de beste manier om een punt te maken omdat je het punt snel binnen hebt. Daarom willen teams graag de opslag als ze de toss hebben gewonnen, want met de opslag heb je de eerste kans om een punt te scoren. Maar in het professionele volleybal is het erg moeilijk om een ace te maken, want de pass wordt steeds beter. Degene die moet opslaan zal dus veel risico moeten nemen. 
Er zijn verschillende manieren om een ace te maken:
- Met een floater kan je een ace maken. Omdat de bal niet in één rechte lijn op de tegenstander af komt, kan het zijn dat diegene de bal mist.
- Spelen op tactische plekken. Als je een opslag bijvoorbeeld vlak bij het net slaat, kan het zijn dat de tegenstander niet snel genoeg is om die bal nog te spelen.
- Erg hard slaan. Als de bal zó hard geslagen wordt, dat de tegenstander niet snel genoeg is om te reageren.
- Via de netrand. Als er wordt opgeslagen en de bal schampt de netrand, valt hij soms net aan de andere kant.

Je kan ook in één keer een punt maken met de opslag, zonder dat hij eerst de grond raakt. Dit gebeurt als:
- De tegenstander niet in de goede formatie op het veld staat.
- De spelverdeler te vroeg wisselt met de buitenspeler.